# 村井順
村井 順（むらい じゅん、1909年〈明治42年〉2月5日 - 1988年〈昭和63年〉1月12日）は、日本の内務・警察官僚、実業家。初代内閣総理大臣官房調査室長（現・内閣情報調査室）、綜合警備保障の創業者で、社長・会長。

## 来歴
東京出身。東京高等学校 (旧制)を経て東京帝国大学法学部政治学科を卒業。1935年（昭和10年）内務省に入省し、1939年（昭和14年）に福岡県警防課長から、汪兆銘の南京政府を実質的に支配していた上海の興亜院に転出し、中国大陸における特高警察活動や、思想文化統制に従事。
敗戦後は、青森県警察部長を務めている最中に吉田茂に才気を見出され、第1次吉田内閣で内閣総理大臣秘書官に抜擢されるも、のちに内務省に戻り、廃止された特高警察の代わりとして設立された、内務省警保局公安一課（公安警察）の課長として、情報関係業務に従事。内務省がGHQによって解体・廃止されると、内事局第一局を経て、国家地方警察本部の初代警備課長に就任した。
吉田茂はG2のチャールズ・ウィロビーを通じて、キャノン機関の司令官であった、ジャック・Y・キャノン少佐と大磯の自邸で接触しており、吉田はキャノンに対して、緒方竹虎に対して情報機関設立に向けた助言を与えてほしいと依頼している。吉田の依頼を受けたウィロビーとキャノンは、緒方の下を訪れて、アメリカ中央情報局（CIA）・イギリス情報局保安部（MI5）・イギリス情報局秘密情報部（MI6）といった、西側の情報機関に関するレクチャーを行ってる。この際、キャノンは新たに設立される情報機関のトップには村井順が望ましいとして、彼を推薦している。これは、当時、国警本部警備課長であった村井がG2・CIC・CIDへの報告や連絡を怠ることがなく、キャノン機関が置かれていた旧岩崎邸に頻繁に出入りしていたためである。村井は新情報機関設立に関して「内閣情報室設置運営要領」という案を提出しており、吉田・緒方の2人の賛同を得て、1952年（昭和27年）4月、内閣総理大臣官房調査室が設置され、村井は初代内閣総理大臣官房調査室長に就任した。
その後、九州管区警察局長を最後に警察庁を退官。内務省・警察庁OBとして、後々まで黒幕として影響力を保持し続けていたという。
1962年（昭和37年）1964年東京オリンピック組織委員会事務局次長となり、1965年（昭和40年）に日本初の民間警備会社である綜合警備保障を社員40人で設立した。
1988年（昭和63年）1月12日、心不全のため死去。享年78歳。
没後、2000年（平成12年）に村井順記念奨学財団が神奈川県横浜市に設置された。

## 人物
反共で知られ、上述のとおり内閣総理大臣官房調査室初代室長となった村井であるが、ゲオルギー・アレクセイヴィッチ・ロタイ元KGB中佐が朝日新聞記者であった永栄潔に証言したところによると、村井はKGBのエージェントであったという。ただし、同室設立の経緯を知る海原治は「悪意ある中傷としか思えない」とこの証言を否定し、佐藤優もロタイについて「酔っ払いのおっさんで、話がどんどん大きくなるタイプ」と直接会った時の印象を述べている。
長男は、綜合警備保障元会長の村井恒夫。次男は、警察官僚を経て綜合警備保障社長・全国警備業協会会長を務める村井温。

## 著書
- 『ありがとうの心』善本社 1974　のち三笠書房知的生きかた文庫
- 『日本よ何処へゆく』善本社 1976
- 『日本人の良心』善本社 1981
- 『武士の商法』善本社 1987
- 『「ありがとうの心」の経営 武士の精神で日本へ貢献』善本社 2000 心の経営シリーズ